# Michael Achtner
Michael Achtner (14. března 1832 Těšov – 25. srpna 1877 Praha) byl rakouský a český pedagog a politik německé národnosti, v 70. letech 19. století poslanec Českého zemského sněmu.

## Biografie
Působil jako zemský školní inspektor v Čechách. Byl učitelem na gymnáziu na Malé Straně v Praze, učil také na gymnáziu v Hermannstadtu v Sedmihradsku. Později působil coby ředitel německého učitelského ústavu v Praze. Publikoval odborné studie. V roce 1871 inicioval vznik německého gymnázia v Praze na Starém Městě.
V 70. letech 19. století se zapojil i do zemské politiky. V doplňovacích volbách roku 1873 byl zvolen na Český zemský sněm za městskou kurii (obvod Praha-Malá Strana).